# ليو بروكس
ليو بروكس (بالإنجليزية: Leo Brooks)‏ هو لاعب كرة قدم أمريكية أمريكي، ولد في 12 يناير 1947 في شيدلير في الولايات المتحدة، وتوفي في 4 أبريل 2002 في هيوستن في الولايات المتحدة بسبب سرطان المريء.